# Tomasz Borczyński
Tomasz Borczyński — były polski siatkarz grający na pozycji rozgrywającego. Ostatnim klubem w którym grał jest GTPS Gorzów Wielkopolski w I lidze w sezonie 2007/2008. Od 07.11.2012 wiceprezes GTPS Gorzów Wlkp. i członek zarządu klubu.

## Kluby
- Stilon Gorzów Wielkopolski
- AZS Olsztyn
- Mostostal-Azoty Kędzierzyn-Koźle
- Stal Nysa
- Okocimski Brzesko
- Orzeł Międzyrzecz (2005/06)
- BKSCh Delecta Bydgoszcz (2006/07)
- GTPS Gorzów Wielkopolski (2007/08)